# 清水匡
清水 匡（しみず まさし、1971年8月3日 - ）は、日本の脚本家、小説家である。京都府京都市出身。

## 経歴
1993年、東京映像芸術学院を卒業後、自主映画の制作や、スタッフとして映像業界に関わるかたわら、2005年から脚本家としての活動を始める。

## 作品

### 映画
- ねこばん3D とび出すにゃんこ（2010年）
- 木屋町DARUMA（2014年　脚本協力）
- はだかのくすりゆび（2014年）
- アリーキャット（2017年）
- 生きる街（2018年）[2]
- 愛唄 －約束のナクヒト－（2018年）
- 461個のおべんとう（2020年）
- 報復～かえし～（2021年）[3]
- ハザードランプ（2022年）
- THEATERS「銀幕エレジー」（2023年）[4]
- アイスクリームフィーバー（2023年）

### ドラマ
- 太陽は待ってくれない（2012年、テレビ東京）
- コレカラ（2012年、auビデオパスドラマ）
- 博多ステイハングリー夢王 MUOH（2014年、テレビ西日本）
- 侠飯～おとこめし～（2016年、テレビ東京）
- 悪の波動　殺人分析班スピンオフ（2019年、WOWOW）
- 虫籠の錠前（2019年、WOWOW）[5]
- 東京デザインが生まれる日（2020年、テレビ東京）
- ワンモア（2021年、メ〜テレ）
- ただ離婚してないだけ（2021年、テレビ東京）
- 僕の姉ちゃん（2022年、テレビ東京）
- 正直不動産2（2024年、NHK）[6]
- 街並み照らすヤツら（2024年、日本テレビ）
- 買われた男（2024年、テレビ大阪）

### アニメ
- ねこねこ日本史 第一期(2016年 NHK Eテレ) - 脚本
- ねこねこ日本史 第二期〜第五期（2017年〜2021年　NHK Eテレ）- シリーズ構成
- 映画 ねこねこ日本史 〜龍馬のはちゃめちゃタイムトラベルぜよ!〜（2020）
- うんたろう たびものがたり（2023年 配信）[7]

### オリジナルビデオ[8]
- 団鬼六 幻想夫人（2005年）
- 団鬼六 女教師（2005年）
- アンアフェア（2007年）
- 監禁工場（2007年）
- 蕎麦っ娘 ゆずちゃん（2007年）
- 人妻～悦縛の宴～（2008年）
- 秘書　黒蠍の誘惑（2008年）
- ヴァージンな関係（2009年）
- デコトラ★ギャル瀬菜（2010年）
- SとM（2010年）
- 極道刑務所（2014年）
- 極サギ（2015年）
- 流し屋 鉄平（2015年）
- W～二つの顔を持つ女たち～（2015年）
- 闇の法執行人（2017年）

### 監督作品
- ドキュメント「超」怖い話 都市伝説編（2008年）[9]
- 平山夢明の眼球遊園 II「ラムズスクワッド」（2009年）[10]
- 平山夢明の眼球遊園 III「血族」（2009年）[11]
- 妖美伝奇 新説 牡丹灯籠 壱 ～この世の果て～（2009年）[12]
- 妖美伝奇 新説 牡丹灯籠 弍 ～さよなら～（2009年）[13]
- 博多ステイハングリー夢王 MUOH（2014年 テレビ西日本）
- スカートギャング（2016年）

## 著作

### ノベライズ
- 小説 映画 ねこねこ日本史 ～龍馬のはちゃめちゃタイムトラベルぜよ！～（2019年）

### 小説
- 伝記小説 ねこねこ日本史 〜徳川家康天下統一だニャ〜（2023年　原作・そにしけんじ）